# Nana Asare
Nana Akwasi Asare (Kumasi, 11 juli 1986) is een Ghanees-Belgische voormalig profvoetballer die meestal als verdediger speelde. Hij speelde voor Feyenoord Fetteh, Antwerp FC, KV Mechelen, FC Utrecht en KAA Gent. Tevens was hij international voor Ghana.

## Clubvoetbal

### Feyenoord
Nana Asare begon te voetballen bij Kumasi Cornerstones. Hier werd hij gescout en overgehaald naar Feyenoord Fetteh, de Ghanese tak van de Rotterdamse eredivisieclub Feyenoord. De club staat bekend als de grootste voetbalacademie van Ghana. Na enkele sterke seizoenen in de voetbalacademie, maakte Asare in 2003 de overstap naar Rotterdam.
Onder hoofdtrainer Bert van Marwijk kon de jonge Ghanees niet overtuigen en werd vervolgens in 2004 verhuurd aan de Belgische voetbalclub Antwerp FC.

### Antwerp FC
In 2004 kwam hij naar Europa en ging bij Antwerp FC spelen, waarmee Feyenoord een samenwerkingsakkoord had. Na één seizoen werd de samenwerking tussen Feyenoord en Antwerp opgeheven. Feyenoord sloot een nieuw akkoord, deze keer met KV Mechelen, en dus verhuisde Asare een dertigtal kilometer zuidwaarts.

### KV Mechelen
Na 2 seizoenen en de promotie naar eerste klasse trok KV Mechelen Asare definitief aan. In het seizoen 2008/2009 speelde de Ghanese international zich in de kijker van verschillende clubs. Uiteindelijk vertrok hij aan het einde van dat seizoen naar FC Utrecht.

### FC Utrecht
Vanaf seizoen 2009/2010 speelde Asare bij FC Utrecht, waar hij al snel tot aanvoerder uitgroeide. Aan het einde van seizoen 2012/2013, na het behalen van Europees voetbal, ruilde hij Utrecht in voor KAA Gent, een jaar voor het aflopen van zijn contract. Hij speelde in totaal 122 wedstrijden en scoorde 16 keer.

### KAA Gent
Op 5 juni 2013 tekende Asare een contract bij de Belgische club KAA Gent voor 4 seizoenen. De transferprijs was zo'n €850.000. Hij debuteerde voor de ploeg in de Jupiler Pro League tegen Waasland-Beveren. Asare speelde 90 minuten, de wedstrijd eindigde op een 1-1 gelijkspel. Alhoewel het seizoen 2013/14 globaal gezien voor de Gentenaars rampzalig was, was Asare een van de sterkhouders in het team. Hij was de speler met de meeste speelminuten van de kern. In 39 wedstrijden lukte het hem ook twee doelpunten te maken.
Ook in de daaropvolgende seizoenen bleef Asare een vaste waarde. In het seizoen 2014/15 behaalde hij met KAA Gent de eerste landstitel uit de geschiedenis van de club. In januari 2016 verlengde hij zijn contract bij KAA Gent tot 2019.
Volgens een enquête uitgevoerd door La Dernière Heure bij spelers uit de Belgische eerste klasse in april 2016 was Asare de meest onderschatte speler in de Belgische competitie. Bij de verkiezing van de Ebbenhouten Schoen 2016 eindigde hij op de tweede plaats. Op het einde van het seizoen 2015/16 won hij de Jean-Claude Bouvy-Trofee, de trofee voor de door de supporters verkozen meest verdienstelijke speler van het seizoen.
Toen Sven Kums in het begin van het seizoen 2016/17 de club verliet, werd Asare de nieuwe aanvoerder van Gent. Ook de daaropvolgende seizoenen bleef Asare aanvoerder van Gent, eerst onder toenmalig coach Hein Vanhaezebrouck en nadien onder zijn respectievelijke opvolgers Yves Vanderhaeghe en Jess Thorup. In februari 2019 verlengde hij zijn contract bij KAA Gent met twee jaar tot 2021. Na drie seizoenen met Asare als aanvoerder ging bij de start van het seizoen 2019/20 de Gentse aanvoerdersband over naar Vadis Odjidja.
In september 2020 werd het contract van Asare bij Gent in onderleg overleg verbroken. In zeven seizoenen, waarvan drie als kapitein, had hij 272 wedstrijden voor Gent gespeeld, waarvan 215 in de nationale competitie, 24 in de Beker van België, 1 in de Belgische Supercup en 32 Europese wedstrijden. Hij was bij zijn afscheid ook de speler met de meeste Europese speelminuten ooit voor KAA Gent, namelijk 2824 minuten.

## Statistieken
| Seizoen         | Club            | Land               | Competitie         | Competitie | Competitie | Beker | Beker | Andere | Andere | Internationaal | Internationaal | Totaal | Totaal |
| Seizoen         | Club            | Land               | Competitie         | Wed.       | Dlp.       | Wed.  | Dlp.  | Wed.   | Dlp.   | Wed.           | Dlp.           | Wed.   | Dlp.   |
| --------------- | --------------- | ------------------ | ------------------ | ---------- | ---------- | ----- | ----- | ------ | ------ | -------------- | -------------- | ------ | ------ |
| 2003/04         | Feyenoord       | Vlag van Nederland | Eredivisie         | 0          | 0          | 0     | 0     | 0      | 0      | 0              | 0              | 0      | 0      |
| 2004/05         | → Antwerp FC    | Vlag van België    | Tweede klasse      | 24         | 3          | 0     | 0     | 0      | 0      | 0              | 0              | 24     | 3      |
| 2005/06         | → KV Mechelen   | Vlag van België    | Tweede klasse      | 10         | 0          | 0     | 0     | 0      | 0      | 0              | 0              | 10     | 0      |
| 2006/07         | → KV Mechelen   | Vlag van België    | Tweede klasse      | 21         | 1          | 0     | 0     | 0      | 0      | 0              | 0              | 21     | 1      |
| 2007/08         | KV Mechelen     | Vlag van België    | Jupiler Pro League | 22         | 1          | 0     | 0     | 0      | 0      | 0              | 0              | 22     | 1      |
| 2008/09         | KV Mechelen     | Vlag van België    | Jupiler Pro League | 30         | 0          | 6     | 0     | 0      | 0      | 0              | 0              | 36     | 0      |
| 2009/10         | FC Utrecht      | Vlag van Nederland | Eredivisie         | 32         | 3          | 1     | 0     | 0      | 0      | 0              | 0              | 33     | 3      |
| 2010/11         | FC Utrecht      | Vlag van Nederland | Eredivisie         | 18         | 1          | 3     | 1     | 0      | 0      | 6              | 2              | 27     | 4      |
| 2011/12         | FC Utrecht      | Vlag van Nederland | Eredivisie         | 27         | 5          | 1     | 0     | 0      | 0      | 0              | 0              | 28     | 5      |
| 2012/13         | FC Utrecht      | Vlag van Nederland | Eredivisie         | 33         | 3          | 1     | 0     | 0      | 0      | 0              | 0              | 34     | 3      |
| 2013/14         | KAA Gent        | Vlag van België    | Jupiler Pro League | 33         | 2          | 5     | 0     | 0      | 0      | 0              | 0              | 38     | 2      |
| 2014/15         | KAA Gent        | Vlag van België    | Jupiler Pro League | 38         | 0          | 5     | 0     | 0      | 0      | 0              | 0              | 43     | 0      |
| 2015/16         | KAA Gent        | Vlag van België    | Jupiler Pro League | 35         | 0          | 5     | 0     | 1      | 0      | 8              | 0              | 49     | 0      |
| 2016/17         | KAA Gent        | Vlag van België    | Jupiler Pro League | 25         | 1          | 2     | 0     | 0      | 0      | 7              | 0              | 34     | 1      |
| 2017/18         | KAA Gent        | Vlag van België    | Jupiler Pro League | 35         | 0          | 1     | 0     | 0      | 0      | 2              | 0              | 38     | 0      |
| 2018/19         | KAA Gent        | Vlag van België    | Jupiler Pro League | 37         | 0          | 6     | 0     | 0      | 0      | 4              | 0              | 47     | 0      |
| 2019/20         | KAA Gent        | Vlag van België    | Jupiler Pro League | 12         | 0          | 0     | 0     | 0      | 0      | 11             | 1              | 23     | 1      |
| Carrière totaal | Carrière totaal | Carrière totaal    | Carrière totaal    | 432        | 20         | 36    | 1     | 1      | 0      | 38             | 3              | 507    | 24     |

## Interlands

### Ghana
Asare werd in eigen land al gezien als een groot talent, die op jonge leeftijd de overstap naar het Europese continent maakte. Na sterk spel te hebben vertoond in de Belgische competities, werd Asare door bondscoach Claude Le Roy in 2007 opgeroepen voor het Ghanees voetbalelftal en later ook opgenomen in de definitieve selectie voor de Afrika Cup 2008. Hoewel Asare geen speeltijd kreeg, legde hij met The Black Stars beslag op de derde plaats ten koste van Ivoorkust dat vierde werd. In 2009 kreeg hij wel speeltijd, in een vriendschappelijke wedstrijd tegen Egypte.
| Interlands van Nana Asare voor Ghana | Interlands van Nana Asare voor Ghana | Interlands van Nana Asare voor Ghana | Interlands van Nana Asare voor Ghana | Interlands van Nana Asare voor Ghana | Interlands van Nana Asare voor Ghana | Interlands van Nana Asare voor Ghana |
| №                                    | Datum                                | Wedstrijd                            | Uitslag                              | Soort wedstrijd                      | Doelpunten                           | Assists                              |
| Als speler bij KV Mechelen           | Als speler bij KV Mechelen           | Als speler bij KV Mechelen           | Als speler bij KV Mechelen           | Als speler bij KV Mechelen           | Als speler bij KV Mechelen           | Als speler bij KV Mechelen           |
| ------------------------------------ | ------------------------------------ | ------------------------------------ | ------------------------------------ | ------------------------------------ | ------------------------------------ | ------------------------------------ |
| 1.                                   | 11 februari 2009                     | Egypte – Ghana                       | 2 – 2                                | Vriendschappelijk                    | 0                                    | 0                                    |
| Totaal                               | Totaal                               | Totaal                               | Totaal                               | Totaal                               | 0                                    | 0                                    |

Bijgewerkt tot en met 11 februari 2009.

### België
In oktober 2016 raakte bekend dat bondscoach Roberto Martínez Nana Asare had willen oproepen voor de Rode Duivels als vervanger van de gekwetste Jordan Lukaku, maar dat dat niet kon omdat de naturalisatie van Asare tot Belg op dat moment nog niet in orde was. Deze procedure duurt in België minstens 2 jaar. Later zei Asare in een interview dat hij zelf aanvankelijk het nut niet inzag van een Belgisch paspoort, maar dat zijn vrouw hem uiteindelijk toch had overtuigd om een aanvraag tot naturalisatie te doen. Dat Asare reeds voor Ghana uitkwam, is geen beletsel om alsnog voor België te spelen omdat het vriendschappelijke wedstrijden betrof.
In november 2017 raakte bekend dat zijn naturalisatie tot Belg goedgekeurd was en hij dus in aanmerking komt voor een selectie bij de Rode Duivels.